# Астрономо-геодезична мережа
Астроно́мо-геодези́чна мере́жа — система пов'язаних між собою точок земної поверхні (т. з. астрономо-геодезичних пунктів), для яких визначено географічні координати (широта і довгота), а також азимут якого-небудь віддаленого земного предмета, як шляхом астрономічних спостережень, так і шляхом геодезичних вимірювань (наприклад, тріангуляцією).